# Gabriel Sabattier
Camille Ange Gabriel Sabattier (1892-1966) là một Thiếu tướng Pháp (Général de division). Ông từng là Chỉ huy trưởng quân Pháp tại Bắc Kỳ (1944-1945). Sau cú đảo chính của Nhật hất cẳng Pháp ở Đông Dương, ông cùng 2.000 binh sĩ Pháp đào thoát sang Trung Quốc. Tại đây, ông được ủy nhiệm là đại diện cao cấp nhất của Chính phủ lâm thời Pháp trong 3 tháng.

## Tiểu sử
Ông sinh ngày 2 tháng 8 năm 1892 tại Paris. Năm 1913, ông theo học tại Trường quân sự Saint-Cyr (École militaire de Saint-Cyr).
Từ năm 1939 đến năm 1940, ông là chỉ huy của Trung đoàn thuộc địa số 21 (21e Régiment Colonial).
Năm 1942, ông đã trở thành thống đốc quân sự ở Hà Nội, rồi Tổng chỉ huy quân Pháp ở Nam Kỳ.
Năm 1944, ông là Chỉ huy trưởng quân Pháp ở Bắc Kỳ.
Ông được thăng cấp bậc Thiếu tướng (général de division) ngày 20 tháng 2 năm 1945.
Vào thời điểm ngày 9 tháng 3 năm 1945, khi nổ ra cuộc đảo chính của Nhật Bản, ông đã bí mật hoạt động cho chính phủ lâm thời của tướng de Gaulle. Khi đảo chính nổ ra, ông cùng 2.000 binh sĩ thuộc quyền đã đào thoát sang Trung Quốc và bị quân đội Trung Hoa Quốc dân Đảng giải giới.
Ông là tác giả của tập hồi ký nói về những kinh nghiệm phong phú của mình ở Đông Dương: Le destin de l'Indochine, souvenirs et documents: 1941-1951 (Paris, Plon, 1952, IV-467 p.)

## Tặng thưởng
- Bắc Đẩu Bội tinh Đệ nhị đẳng (Grand officier de la légion d'honneur) 1952[3]